# Godchaux Ettinger
Godchaux Ettinger (Osthouse, Alsácia, França, 16 de abril de 1836 - Laranjeiras, Sergipe, Brasil, 26 de outubro de 1917) foi um empresário, fazendeiro, político e industrialista francês-brasileiro que serviu como vereador da cidade de Itabaiana no final do século XIX e edificou fábricas de desencaroçar algodão em Frei Paulo e Pinhão.

## Biografia

### Nascimento e vida na França
Godchaux Ettinger nasceu em 16 de abril de 1836 na comuna francesa de Otshouse. Vindo de uma família judia asquenaze, Godchaux teve 11 irmãos e irmãs, e foi fruto do casamento de Alexandre Ettinger com Sara Bloch.

### Vinda ao Brasil e morte
Ettinger se mudou para o Brasil em 1880, quando desembarcou no porto de Aracati, Ceará. Ele se estabeleceu na cidade de Itabaiana, Sergipe, onde adquiriu propriedades rurais no então povoado de Frei Paulo. Devido a guerra civil nos Estados Unidos, o aumento da demanda europeia pelo algodão tornou possível o cultivo do produto na região, observando a oportunidade econômica, Godchaux construiu as primeiras fábricas de desencaroçar algodão em Frei Paulo e Pinhão, em 1889 e 1890,  permitindo que os fazendeiros da região pudessem desencaroçar o seu algodão localmente, evitando gastos adicionais com transporte. Poucos anos depois, Ettinger serviu como vereador na câmara de Itabaiana. Morreu no dia 26 de outubro de 1917 em Laranjeiras, aos 81 anos.